# Base Aérea de Monte Real

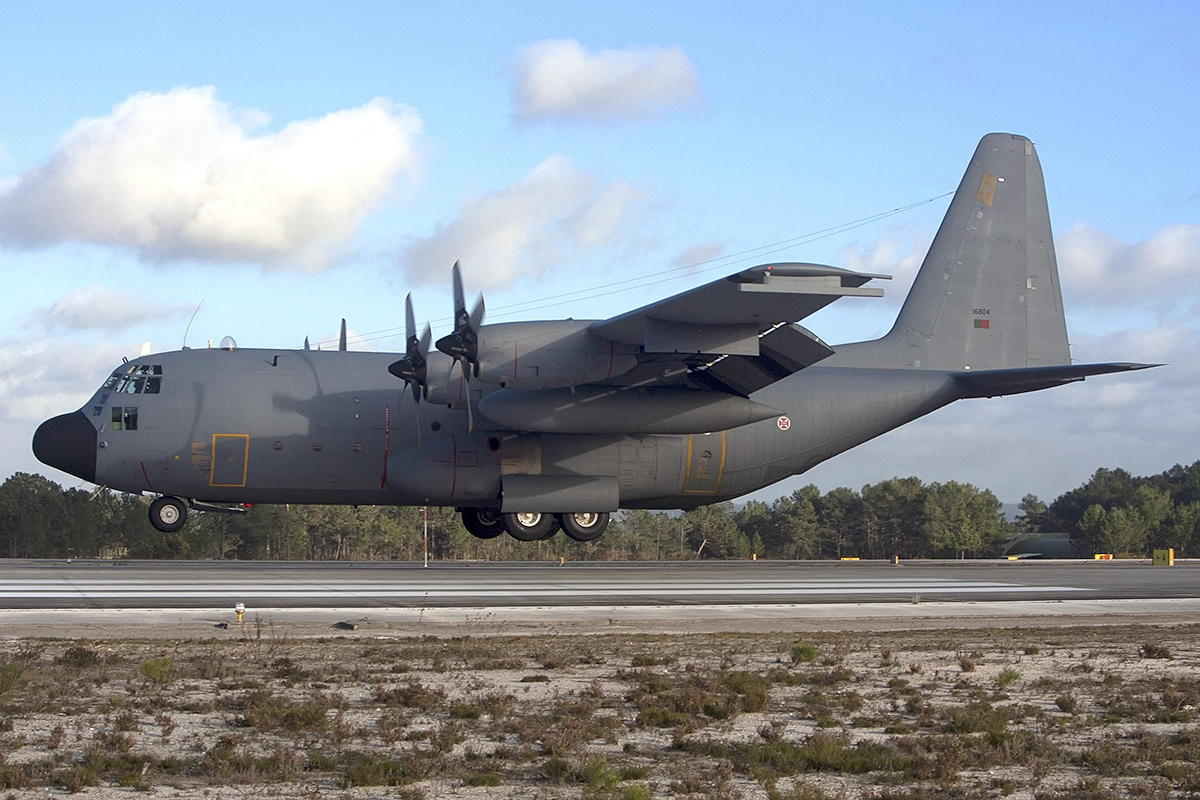
Lockheed C-130H Hercules

A Base Aérea N.º 5 (BA5) MHC, localizada na localidade de Serra do Porto de Urso - Monte Real, freguesia do concelho de Leiria é um aeródromo militar da Força Aérea Portuguesa vocacionado sobretudo para a aviação de caça. O atual comandante da base é o Coronel Francisco Manuel Ferreira Nobre Dionísio.

## História
A base foi inaugurada em 4 de outubro de 1959, sendo na altura equipada com aviões de caça F-86F Sabre. A base foi desde sempre destinada a defesa aérea, tendo sido construída num local central do território Continental Português, de modo a permitir a intervenção rápida dos seus caças em qualquer ponto do território.
A 1 de outubro de 2012 foi feita Membro-Honorário da Ordem Militar de Cristo.
A 25 de outubro de 2021, foi-lhe concedida a Medalha Militar de Serviços Distintos - Grau Ouro.
Foram operados pela Base os seguintes meios aéreos:
- 1959 - F-86F Sabre
- 1966 - Fiat G.91
- 1974 - T-33 (para instrução)
- 1977 - T-38 (para instrução)
- 1981 - A-7P Corsair II
- 1994 - F-16A/B Fighting Falcon (OCU)
- 2003 - F-16AM/BM Fighting Falcon (MLU)

## Meios Aéreos atuais
- A Esquadra 201 - Os Falcões -, opera as aeronaves F-16A/B Fighting Falcon estando-lhe atribuída como principal missão as operações de luta aérea defensiva.

Como missões secundárias executa operações de apoio aéreo ofensivo e interdição aérea. Desde Novembro de 2005 a  Esquadra 301 "Jaguares" foi transferida da Base Aérea de Beja para Monte Real, passando a operar os F-16A/B MLU.
- A Esquadra 301 - "Jaguares" - opera as aeronaves F-16AM/BM Fighting Falcon, tendo como principal missão as operações de luta aérea defensiva/ofensiva e de anti-superfície.